# Caltheae
Caltheae es una tribu de plantas de la familia Ranunculaceae que tiene los siguientes géneros.

## Géneros
- Calathodes
- Caltha
- Psychrophila
- Thacla